# Indefensión aprendida

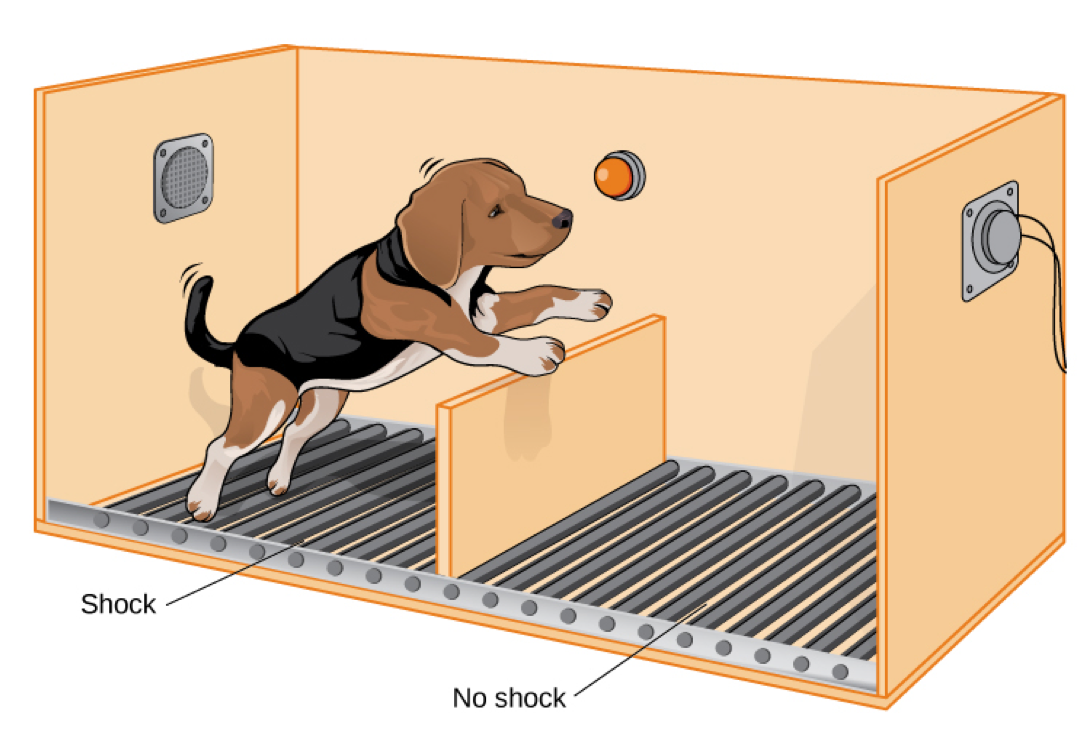
El experimento de los perros de Martin Seligman.

La indefensión aprendida (también, desesperanza aprendida o impotencia aprendida) es un tecnicismo acuñado por Martin Seligman que se refiere a la condición de un ser humano o de un animal no humano que ha "aprendido" a comportarse pasivamente, con la sensación subjetiva de que no tiene la capacidad de hacer nada y que no responde a pesar de que existen oportunidades reales de cambiar la situación aversiva, evitando las circunstancias desagradables u obteniendo recompensas positivas.
La teoría de indefensión aprendida se ha relacionado con la depresión clínica y con otros trastornos mentales "resultantes" de la percepción de ausencia de control sobre el resultado de una situación. Esto no es del todo cierto ya que no es un buen análogo clínico (no son totalmente comparables ambas situaciones aunque a nivel "sintomático" se parezcan, es por ello que en investigación se ha usado la indefensión aprendida como análogo clínico de la depresión); es más, el comparar una situación adversa que se percibe como incontrolable (pero que realmente no lo es) con un trastorno o "enfermedad" mental sería una forma de contribuir a crear una indefensión aprendida: implícitamente se está negando la posibilidad activa (sujeto agente) de cambio que la persona tiene pasando de un lugar (locus) de control externo a uno interno en donde la persona acaba asumiendo que la responsabilidad de esa situación es suya y nada puede hacer ("estoy enfermo, deprimido, no puedo hacer nada salvo ser pasivo/paciente", etc.) para cambiar el medio o el contexto y mejorar su situación.
De aquellos individuos que han sido ineficaces o menos sensibles para determinar las consecuencias de su comportamiento se dice que han adquirido indefensión aprendida.
Algunos estudios universitarios han revelado que cuando a una persona se le castiga de manera continua sin importar lo que haga, desarrolla indefensión aprendida, por lo que el sujeto deja de responder e intentar generar un cambio.
 Suele ser común en personas cuyo régimen de crianza paterna ha sido autoritario. [cita requerida]
Fue formalizada en 1967 por el psicólogo estadounidense Martin Seligman.

## Investigaciones

### Primeros experimentos
Martin Seligman inició una investigación acerca de la indefensión aprendida en 1967 en la Universidad de Pensilvania como una extensión a su interés por la depresión. Esta investigación fue expandida luego por Seligman y otros. Uno de los primeros experimentos fue entre Seligman y Maier: En la parte 1 del estudio, tres grupos de perros fueron puestos en arneses. El grupo 1 fue solamente puesto en los arneses por un tiempo y luego eran liberados. Los grupos 2 y 3 fueron amarrados en yunta. A los perros en el grupo 2 se les daban choques eléctricos de manera aleatoria y los perros podían presionar una palanca para parar los choques. Cada perro del grupo 3 era juntado con uno del grupo 2; si bien, cuando el perro del grupo 2 recibía un choque eléctrico, el perro del grupo 3 también recibía un choque de la misma intensidad y duración, este no podía evitarlo, porque su palanca no hacía nada. Para el perro del grupo 3, parecía que el choque se suspendía de manera aleatoria porque el perro del grupo 2 al que estaba pareado estaba parando el choque. Por lo tanto, para los perros del grupo 3, el choque era "inevitable".
En la parte 2 del experimento, los 3 grupos de perros fueron llevados a una habitación que tenía dos compartimientos rectangulares divididos por una barrera de unas cuantas pulgadas de alto. Todos los perros podían escapar del choque eléctrico yendo a la otra parte de la habitación. Los perros del grupo 1 y 2 rápidamente entendieron la tarea  y escaparon de los choques eléctricos, sin embargo, la mayoría de los perros del grupo 3 (que antes habían aprendido que nada de lo que hicieran iba a parar el choque eléctrico) simplemente se quedaron quietos sin hacer nada y solo gemían al recibir los choques.
En un segundo experimento ese mismo año, con nuevos grupos de perros, Overmier y Seligman eliminaron la posibilidad de que, en vez de tener una indefensión aprendida, el grupo 3 hubiera fallado en aprender la tarea de escapar del choque debido a haber aprendido otro comportamiento que interfería con la tarea de escapar. Para prevenir ese comportamiento que "interfería", los perros del grupo 3 fueron inmovilizados con una droga que los paralizaba (curare) y tuvieron un procedimiento similar que en la parte 1 del experimento de Seligman y Maier. Cuando llegaron a la parte 2 del experimento, el grupo 3 exhibió el mismo comportamiento de indefensión aprendida. Este resultado sirvió para eliminar la hipótesis de la interferencia.
De estos experimentos, se creía que solo había una cura para la indefensión aprendida. En la hipótesis de Seligman, los perros no trataban de escapar porque ellos creían que nada de lo que hicieran haría que los choques pararan. Para cambiar este pensamiento, los investigadores tenían que tomar las patas de los perros y moverlas replicando las acciones que el perro debía realizar para escapar de la zona de choques eléctricos. Esto se tuvo que hacer al menos 2 veces antes de que los perros empezaran a saltar por sí mismos la barrera. Utilizar cualquier otra forma de estímulo como amenazas, premios y demostraciones visuales no tenía efecto en la indefensión del grupo 3.

### Experimentos posteriores
Experimentos posteriores han servido para confirmar el efecto depresivo de sentir una falta de control en un estímulo aversivo. Por ejemplo, en un experimento, pusieron a personas a hacer tareas mentales con la presencia de un sonido distractor. Las personas a las que se les dio la posibilidad de apagar el sonido, raramente se levantaron a hacerlo, aun así, exhibieron mejores resultados que aquellas personas que no tenían la posibilidad de pararlo. Así, bastaba tener la noción de poder apagar el sonido para contrarrestar sus efectos. En 2011, un estudio en animales encontró que los animales con control sobre los estímulos estresantes exhibían cambios en la excitabilidad de ciertas neuronas en la corteza prefrontal. Los animales que no tenían control de estos estímulos no exhibían este efecto y mostraban signos consistentes con la indefensión aprendida y la ansiedad social.